# Labastide-d'Armagnac
Labastide-d'Armagnac är en kommun i departementet Landes i regionen Nouvelle-Aquitaine i sydvästra Frankrike. Kommunen ligger i kantonen Roquefort som tillhör arrondissementet Mont-de-Marsan. År 2022 hade Labastide-d'Armagnac 680 invånare.

## Befolkningsutveckling
Antalet invånare i kommunen Labastide-d'Armagnac
Referens:INSEE